# South Street Seaport

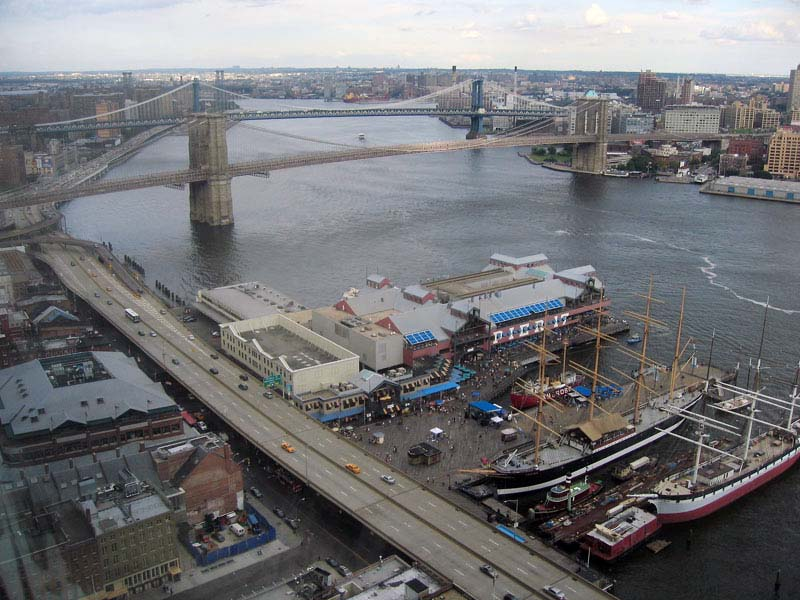

South Street Seaport è un'area storica del quartiere di Manhattan, a New York, negli Stati Uniti d'America, localizzato nei pressi dell'intersezione tra Fulton Street e l'East River, nonché adiacente al Financial District.
La zona fa parte della Manhattan Community Board 1 di Lower Manhattan e presenta alcune delle più antiche strutture architettoniche di Manhattan.